# Patrimoni dell'umanità dell'Irlanda
I patrimoni dell'umanità dell'Irlanda sono i siti dichiarati dall'UNESCO come patrimonio dell'umanità in Irlanda, la quale è divenuta parte contraente della Convenzione sul patrimonio dell'umanità il 16 settembre 1991.
Al 2020 i siti iscritti nella Lista dei patrimoni dell'umanità sono due, mentre sette sono le candidature per nuove iscrizioni. Il primo sito iscritto nella lista è stato nel 1993 Brú na Bóinne - Complesso archeologico della valle del Boyne, durante la diciassettesima sessione del comitato del patrimonio mondiale. Nella ventesima sessione (1996) Skellig Michael è divenuto il secondo sito irlandese riconosciuto dall'UNESCO. Entrambi i siti sono considerati culturali, secondo i criteri di selezione.

## Siti del Patrimonio mondiale
| Foto | Sito                                                         | Luogo           | Tipo                        | Anno | Descrizione |
| ---- | ------------------------------------------------------------ | --------------- | --------------------------- | ---- | --- |
|      | Brú na Bóinne - Complesso archeologico della valle del Boyne | Contea di Meath | Culturale (659; i, iii, iv) | 1993 | I tre principali siti preistorici del Complesso Brú na Bóinne, Newgrange, Knowth e Dowth, si trovano sulla riva nord del fiume Boyne, 50 km a nord di Dublino. Questa è la più grande e importante concentrazione di arte megalitica preistorica d'Europa. I monumenti del luogo avevano funzioni sociali, economiche, religiose e funerarie.                                          |
|      | Skellig Michael                                              | Contea di Kerry | Culturale (757; iii, iv)    | 1996 | Sceilg Mhichíl è un eccezionale, e per molti aspetti unico, esempio di un antico insediamento religioso deliberatamente situato su una roccia piramidale nell'oceano, preservato grazie a un ambiente straordinario. Illustra, come nessun'altra proprietà può, gli estremi di un monachesimo cristiano che caratterizza gran parte del Nord Africa, del Vicino Oriente e dell'Europa. |

## Siti candidati
| Foto | Sito | Luogo                                                                                             | Tipo                          | Anno       | Descrizione |
| ---- | --- | ------------------------------------------------------------------------------------------------- | ----------------------------- | ---------- | --- |
|      | Burren | Contea di Clare, Contea di Galway                                                                 | Misto (5522; v, viii)         | 08/04/2010 | Il Burren è un eccellente esempio di un paesaggio carsico glaciale che mostra tutte le caratteristiche carsiche classiche come lastroni spogli, sistemi di grotte, torbiere, valli secche, doline, inghiottitoi, polje e caratteristiche frutto di micro-scioglimenti note come karren. Ecologicamente è molto ricco, contiene oltre il 70% della flora autoctona dell'Irlanda, comprese combinazioni insolite di specie artiche, alpine e mediterranee. Il Burren contiene oltre 2.700 monumenti registrati ed è stato descritto come "un vasto memoriale delle culture passate". Supporta anche una ricca tradizione vivente di musica e folklore. |
|      | Città storica di Dublino                                                                                    | Dublino                                                                                           | Culturale (5523; ii, iv, vi)  | 08/04/2010 | Dopo la Restaurazione (1660) Dublino divenne la seconda città, dopo Londra, dell'Impero britannico, con un importante sviluppo ed espansione nel periodo georgiano (1714-1830), che l'arricchì di edifici istituzionali e infrastrutture e definì il piano della città sostanzialmente come sopravvive oggi. Riflettendo le ambizioni politiche e sociali dei loro mecenati, le istituzioni costruite sono di alta qualità architettonica. Fondamentale per questo era l'importanza della città come sede del Parlamento che attirava ricchi mecenati aristocratici e, a loro volta, architetti e artigiani. Sebbene la maggior parte dei contemporanei si accontentasse di acquistare case a schiera già costruite che si adattavano ai loro gusti, furono costruite anche alcune importanti case di città in stile ducale, palladiano o neoclassico.                                                                                              |
|      | Céide Fields e le torbiere del Mayo nord-occidentale                                                        | Contea di Mayo                                                                                    | Culturale (5524; iv, v)       | 08/04/2010 | I Céide Fields comprendono un paesaggio neolitico costituito da monumenti funerari megalitici, case di abitazione e recinti all'interno di un sistema integrato di muri di pietra che definiscono i campi, che si estendono su 12 km² nel Mayo settentrionale. Molte delle caratteristiche sono conservate intatte sotto la coperta di torba che è profonda oltre 4 metri in alcuni punti. Il significato del sito sta nel fatto che è il più vasto monumento dell'età della pietra al mondo e il più antico paesaggio recintato d'Europa. Il paesaggio delle torbiere è di immensa importanza per il suo valore di habitat naturale e per la sua illustrazione della storia ambientale e climatica. |
|      | Forti di pietra occidentali                                                                                 | Contea di Clare, Contea di Galway, Contea di Kerry                                                | Culturale (5525; iii, iv, v)  | 08/04/2010 | La forma di insediamento più comune del primo medioevo (700-1000 d.C.) in Irlanda era il ringfort, in sostanza una fattoria chiusa. Il numero di esemplari sopravvissuti è stato stimato in circa 45000. La maggior parte sono semplici recinti definiti da un unico banco e fossato di terra (chiamati rath) o da un singolo muro di pietra a secco (chiamato cashel). I cashel si trovano nelle aree rocciose di tutto il paese, ma la maggior parte si trova nell'Irlanda occidentale. Essi rappresentano l'apogeo di quella forma di insediamento e si distinguono dalla stragrande maggioranza degli altri cashel per avere uno o più muri di cinta eccezionalmente spessi e alti. La candidatura comprende cinque siti: Dun Aonghusa su Inis Mór, Cahercommaun, Caherconree, Benagh e Staigue. |
|      | Città monastica di Clonmacnoise e il suo paesaggio culturale                                                | Contea di Offaly, Contea di Roscommon, Contea di Westmeath                                        | Culturale (5526; iv, v)       | 08/04/2010 | La città monastica di Clonmacnoise e il suo paesaggio culturale sono un esempio impareggiabile ed eccezionale di una città monastica insulare del primo medioevo rimasta non oscurata dallo sviluppo edilizio moderno. È situata in un paesaggio semi-naturale superlativo che approfondisce le sue qualità spirituali, aggiungendo molto alla sua autenticità e integrità. Il sito rappresenta una tappa significativa nello sviluppo del cristianesimo altomedievale nel Nord Atlantico. Gli scavi archeologici insieme a fonti documentarie eccezionali hanno dimostrato che Clonmacnoise era una civitas nella realtà oltre che nel nome e la sua datazione anticipa lo sviluppo urbano al di fuori dei confini dell'antico Impero romano. È quindi molto significativo per la nostra comprensione dello sviluppo dell'urbanistica in generale nell'Europa atlantica, nonché per chiarire l'urbanizzazione non vichinga nel contesto irlandese. |
|      | Siti monastici del primo Medioevo                                                                           | Contea di Offaly, Contea di Wicklow, Contea di Clare, Contea di Meath, Contea di Louth            | Culturale (5527; iii, iv, vi) | 08/04/2010 | I sei siti monastici del primo medioevo scelti (Clonmacnoise, Durrow, Glendalough, Inis Cealtra, Kells e Monasterboice) sono l'epitome delle città monastiche del primo medioevo che hanno derivato i loro modelli di insediamento unici dai principali siti dell'Irlanda celtica precristiana che si sono sviluppati nel corso dei diversi secoli dell'età del ferro. Durante questi primi secoli del primo millennio d.C. la Gran Bretagna e l'Europa occidentale caddero nell'orbita dell'Impero romano e della Chiesa cristiana, influenze alle quali l'Irlanda sfuggì in gran parte fino al V secolo. Le proprietà nominate sono tra i principali esempi di centri di apprendimento, insegnamento e illuminazione celtica. |
|      | Siti reali d'Irlanda: Cashel, Dún Ailinne, collina di Uisnech, complesso di Rathcroghan e complesso di Tara | Contea di Tipperary, Contea di Kildare, Contea di Roscommon, Contea di Westmeath, Contea di Meath | Culturale (5528; iii, iv, vi) | 08/04/2010 | I siti reali raggruppati qui erano tutti i siti principali di inaugurazioni, cerimonie e assemblee reali, che rappresentavano ciascuna delle quattro province irlandesi: Ulster, Leinster, Munster e Connaught, così come la regione di Meath. Dún Ailinne era il sito reale per i re di Leinster; Cashel per i re del Munster e Rathcroghan per i re del Connacht. Tara era la sede dei re di Meath e la sede dei re supremi d'Irlanda. Inoltre, la collina di Uisneach è tradizionalmente l'epicentro ("ombelico") dell'Irlanda, dove si incontravano le cinque province. I siti sono fortemente legati al mito e alla leggenda e sono associati alla trasformazione dell'Irlanda dal paganesimo al cristianesimo e a San Patrizio. A questi si potrebbe aggiungere Navan Fort, tradizionalmente considerato come il sito reale dei re dell'Ulster, che però si trova in Irlanda del Nord.                                                        |